# Малехово (Славенський повіт)
Малехово (пол. Malechowo) — село в Польщі, у гміні Малехово Славенського повіту Західнопоморського воєводства.
Населення — 600 осіб (2011).

## Демографія
Демографічна структура станом на 31 березня 2011 року:
|          | Загалом | Допрацездатний вік | Працездатний вік | Постпрацездатний вік |
| -------- | ------- | ------------------ | ---------------- | -------------------- |
| Чоловіки | 307     | 60                 | 224              | 23                   |
| Жінки    | 293     | 51                 | 187              | 55                   |
| Разом    | 600     | 111                | 411              | 78                   |